# Landesmusikrat Niedersachsen
Der Landesmusikrat Niedersachsen bildet als einer von 16 Landesmusikräten den Dachverband niedersächsischer Amateur-Musikverbände sowie der professionellen Musikausübung und vertritt deren Interessen auf Landesebene. Er wurde 1978 gegründet; zuvor existierten verschiedene Vorläuferorganisationen. Der Verband ist vom Land Niedersachsen anerkannt und wird von diesem gefördert. Seine Geschäftsstelle befindet sich in der Arnswaldtstraße 28 in Hannover; darüber hinaus betreibt er in Wolfenbüttel die Landesmusikakademie Niedersachsen, die u. a. als Heimatstätte der Landesjugendensembles dient.

## Über den Landesmusikrat Niedersachsen
Der Landesmusikrat Niedersachsen e. V. ist die Dachorganisation der niedersächsischen Musikkultur und repräsentiert mit über 50 Landesverbänden, Landesgruppen und Institutionen mehr als eine halbe Million Bürgerinnen und Bürger, die sich in Niedersachsen professionell oder als Amateure mit Musik befassen. Er steht damit für das lebendige musikalische Netzwerk Niedersachsens und ist zugleich bestrebt, dieses nachhaltig zu sichern und weiterzuentwickeln. Mit seinen operativ tätigen Abteilungen – dem Generalsekretariat, der Geschäftsstelle, der Landesmusikakademie und Musikland Niedersachsen – bietet er Beratung, Service und Information in allen Fragen der Musikkultur. Der Landesmusikrat wird durch das Land Niedersachsen institutionell gefördert und ist als Träger der Jugendarbeit anerkannt.

## Aktivitäten
Neben der politischen Vertretung und den damit zusammenhängenden Aktivitäten tritt der Landesmusikrat auch als Veranstalter auf. So organisiert er den Landeswettbewerb Jugend musiziert in Niedersachsen, den Niedersächsischen Orchesterwettbewerb, den Niedersächsischen Chorwettbewerb und die Landesbegegnung Jugend jazzt. Weiterhin betreibt er die Landesjugendauswahlensembles, die durch eine rege Konzerttätigkeit in Niedersachsen und weiter darüber hinaus auf sich aufmerksam machen.
- Niedersächsisches Jugendsinfonieorchester (NJO)
- Landesjugendchor Niedersachsen (LJC)
- Landesjugendensemble Neue Musik (LNM)
- Landesjugendblasorchester (LJBN)
- Landesjugendjazzorchester „Wind Machine“ (JON)
- Deutsch-Polnisches Jugendjazzorchester (DPJJO)
- Kammermusikförderkurs (KFK)[2]

## Organisation
Mitglieder im Landesmusikrat Niedersachsen sind verschiedene Amateur-Musikverbände, professionelle Ensembles sowie Einzelmitglieder und einige Fördermitglieder. Geleitet wird er durch ein zehnköpfiges Präsidium. Präsident ist seit 2024 Matthias Möhle, Vizepräsident und Vizepräsidentin sind Friedrich Kampe und Julia Wolf.
Der Landesmusikrat Niedersachsen ist mit den Musikräten anderer Länder im Deutschen Musikrat zusammengeschlossen.